# NGC 6711
NGC 6711 (również PGC 62456 lub UGC 11361) – galaktyka spiralna z poprzeczką (SBbc/P), znajdująca się w gwiazdozbiorze Smoka. Odkrył ją Lewis A. Swift 5 sierpnia 1885 roku.